# Fête des grands-parents
La fête des grands-parents est une fête annuelle célébrée en l'honneur des grands-parents. Elle vise à promouvoir la solidarité et l'échange entre les générations.

## Choix des dates
Il y a deux sources de diversité. D'une part, la fête des grands-parents est une journée de commémoration qui peut être célébrée à des jours différents selon le pays. D'autre part, dans certains pays comme la France ou la Pologne, la fête des grands-mères et celle des grands-pères peuvent ne pas avoir lieu le même jour, mais à deux dates différentes.
Dans certains pays, enfin, il n'existe pas de fête des grands-parents, mais une fête des personnes âgées. L'Organisation des Nations Unies (ONU) promeut la célébration de la Journée internationale pour les personnes âgées, le 1er octobre, pour se souvenir des personnes âgées en général. 
|             | Grand-mères                   | Grand-pères                   |
| ----------- | ----------------------------- | ----------------------------- |
| Allemagne   | 2e dimanche d'octobre         | 2e dimanche d'octobre         |
| Belgique    | Variable d'octobre à novembre | Variable d'octobre à novembre |
| Chine       | 4e dimanche d'août            | 4e dimanche d'août            |
| Canada      | 1er dimanche de septembre     | 1er dimanche de septembre     |
| Espagne     | 26 juillet                    | 26 juillet                    |
| États-Unis  | 1er dimanche de septembre     | 1er dimanche de septembre     |
| France      | 1er dimanche de mars          | 1er dimanche d'octobre        |
| Italie      | 2 octobre                     | 2 octobre                     |
| Mexique     | 28 août                       | 28 août                       |
| Pologne     | 21 janvier                    | 22 janvier                    |
| Portugal    | 26 juillet                    | 26 juillet                    |
| Royaume-Uni | 1er dimanche d'octobre        | 1er dimanche d'octobre        |
| Russie      | Dernier dimanche d'octobre    | Dernier dimanche d'octobre    |
| Suisse      | 2e dimanche de mars           | 2e dimanche de mars           |
| Singapour   | 4e dimanche de novembre       | 4e dimanche de novembre       |
| Taiwan      | Dernier dimanche d'août       | Dernier dimanche d'août       |
| Uruguay     | 19 juin                       | 19 juin                       |
| Vénézuela   | 26 juillet                    | 26 juillet                    |

## Par pays

### États-Unis et Canada
La fête nationale des grands-parents est célébrée aux États-Unis depuis 1978, et au Canada depuis 1995, le premier dimanche de septembre suivant la fête du travail, elle-même fêtée le premier lundi de septembre. Au Québec, la fête des grands-parents est soulignée par la FADOQ et l'Association des grands-parents du Québec.

### Allemagne
Großelterntag (littéralement : jour des grands-parents).
Il existe une fête des grands-parents en Bavière depuis 2019.

### Espagne
En Espagne, la fête des grands-parents est célébrée le 26 juillet, jour de la sainte Anne (mère de Marie et donc grand-mère de Jésus-Christ) pour les catholiques. 
Elle l'est aussi, le même jour, dans des pays d'Amérique latine hispanophone tels l'Argentine, le Panama ou le Paraguay.

### France
En France, la fête des grands-mères (le premier dimanche du mois de mars) existe depuis 1987 ; il s'agit d'une manifestation commerciale, comme le sont devenues la fête des mères puis la fête des pères, non officielle au sens où elle n'est pas enregistrée sur le calendrier officiel. 
La fête des grands-pères, initiée en 2008 seulement, se situe le premier dimanche du mois d'octobre.

### Italie
En Italie, la fête des grands-parents a été établie en 2005 et est célébrée le 2 octobre, jour aussi de la fête des saints anges gardiens, selon le calendrier de l'Église Catholique[réf. nécessaire].

### Pologne
En Pologne, le Jour des grands-mères (Dzień Babci), établi en 1964, est célébré le 21 janvier. Le Jour des grands-pères (Dzień Dziadka) est célébré un jour plus tard, le 22 janvier[réf. nécessaire].

### Suisse
La fête des grands-parents existe en Suisse depuis 2016.

### Portugal
Au Portugal, le jour des grands-parents (Dia dos Avós) est célébré le 26 juillet du calendrier grégorien, selon la tradition de l'Église catholique vénérant Joachim (père de Marie) et Anne (mère de Marie)[réf. nécessaire].

### Taïwan
À Taïwan, la fête des grands-parents (祖父母節) a été établie en 2010 et est célébrée le dernier dimanche d'août.